# Haut-du-Them-Château-Lambert
Haut-du-Them-Château-Lambert ist eine französische Gemeinde mit 448 Einwohnern (Stand: 1. Januar 2022) im Département Haute-Saône in der Region Bourgogne-Franche-Comté. Die Bewohner werden Haut-du-Themois-Chaitelots und Haut-du-Themoises-Chaitelotes genannt.

## Geographie
Haut-du-Them-Château-Lambert liegt auf einer Höhe von 477 m über dem Meeresspiegel, fünf Kilometer nordöstlich von Servance und etwa 25 km nordnordwestlich der Stadt Belfort (Luftlinie). Das Dorf erstreckt sich im äußersten Nordosten des Departements in den südwestlichen Vogesen, in einem Talkessel des oberen Ognon, zwischen dem Plateau des Mille Étangs und den Höhen des Ballon de Servance.
Die Fläche des 25,16 km² großen Gemeindegebiets umfasst einen Abschnitt der südwestlichen Vogesen. Von Nordosten nach Südwesten wird das Gebiet von der Talmulde des Ognon durchquert, der oberhalb von Château-Lambert entspringt. Unterhalb von Haut-du-Them ist die Talaue flach und liegt auf durchschnittlich 460 m. Sie weist eine Breite von maximal einem Kilometer auf und wird überwiegend landwirtschaftlich genutzt. Einziger nennenswerter Zufluss auf dem Gemeindegebiet ist der von Osten mündende Ruisseau du Ballon. 
Im Westen, Norden, Osten und Südosten verläuft die Grenze auf der Wasserscheide zu den angrenzenden Tälern. Im Westen wird das Tal des Ognon vom Bois du Ménil und dem Plateau des Mille Étangs (bis 780 m) flankiert. Nach Norden leitet der Passübergang des Col des Croix zum Tal der Mosel über. Östlich an diesen Sattel schließt die Tête des Noirs Étangs (924 m) an. Der östliche Gemeindeteil wird vom Talsystem des Ruisseau du Ballon und seines Zuflusses Ruisseau des Fonderies eingenommen. Dieses wird vom Ballon de Servance überragt, auf dem mit 1215 m die höchste Erhebung von Haut-du-Them-Château-Lambert erreicht wird. Im Südosten markiert der Kamm des Bois le Sapois (bis 890 m) die Grenze.
In geologisch-tektonischer Hinsicht bestehen die Höhen zur Hauptsache aus kristallinem Grundgestein, in den höheren Lagen ist an einzelnen Orten Buntsandstein der unteren Trias anzutreffen. Die Täler sind gefüllt mit Sediment- und Schotterablagerungen des Tertiärs und des Quartärs. Das gesamte Gemeindegebiet gehört zum Regionalen Naturpark Ballons des Vosges.
Die Gemeinde besteht aus den Ortsteilen Haut-du-Them (477 m) am Ognon, am Eingang in das Tal des Ruisseau du Ballon und Château-Lambert (690 m) nahe der Quelle des Ognon am Westabhang der Tête des Noirs Étangs. Ferner gehören zahlreiche Hofsiedlungen und Einzelhöfe zur Gemeinde. Nachbargemeinden von Haut-du-Them-Château-Lambert sind 
- Ramonchamp und Le Thillot im Norden,
- Fresse-sur-Moselle, Saint-Maurice-sur-Moselle und Plancher-les-Mines im Osten,
- Servance-Miellin mit Miellin im Süden und Servance im Westen.

## Geschichte
Im Mittelalter gehörten Château-Lambert und Haut-du-Them zur Freigrafschaft Burgund und darin zum Gebiet des Bailliage d’Amont. Die lokale Herrschaft hatten zunächst die Herren von Faucogney inne. Durch Kauf ging das Gebiet 1532 an das Kloster Lure. Allerdings gab es mehrfach Streitigkeiten zwischen Lure und den Herzögen von Lothringen. Zusammen mit der Franche-Comté gelangten Château-Lambert und Haut-du-Them mit dem Frieden von Nimwegen 1678 definitiv an Frankreich. 
Vom 15. bis zum 18. Jahrhundert wurden bei Château-Lambert Kupfer- und Bleibergwerke ausgebeutet. Château-Lambert war stets eine eigenständige Gemeinde, während Haut-du-Them erst 1841 von Servance abgetrennt und ebenfalls selbständig wurde. Im Lauf des 19. Jahrhunderts ließ sich im Tal des Ognon eisen- und holzverarbeitende Industrie nieder. Im weiteren bestimmten Webereien und Spinnereien das wirtschaftliche Leben. Mit der Eröffnung der Trambahn von Lure nach Haut-du-Them (1895) und der Eröffnung des Tunnels nach Le Thillot (1912) wurde der Ort an das Netz des öffentlichen Verkehrs angebunden. Der Betrieb der Linie wurde jedoch zu Beginn des Zweiten Weltkriegs wieder eingestellt. Im Jahr 1972 vereinigten sich Haut-du-Them und Château-Lambert zur Doppelgemeinde. Heute ist Haut-du-Them-Château-Lambert Mitglied Gemeindeverbandes Communauté de communes des 1000 étangs.

## Bevölkerung
| Jahr                       | 1962 | 1968 | 1975 | 1982 | 1990 | 1999 | 2010 | 2020 |
| Einwohner                  | 798  | 663  | 562  | 521  | 465  | 502  | 449  | 446  |
| Quellen: Cassini und INSEE |      |      |      |      |      |      |      |      |

Mit 448 Einwohnern (1. Januar 2022) gehört Haut-du-Them-Château-Lambert zu den kleineren Gemeinden des Départements Haute-Saône. Nachdem die Einwohnerzahl in der ersten Hälfte des 20. Jahrhunderts deutlich abgenommen hatte (1881 wurden noch 1361 Personen gezählt), wurden seit Beginn der 1980er Jahre nur noch geringe Schwankungen verzeichnet.

## Sehenswürdigkeiten

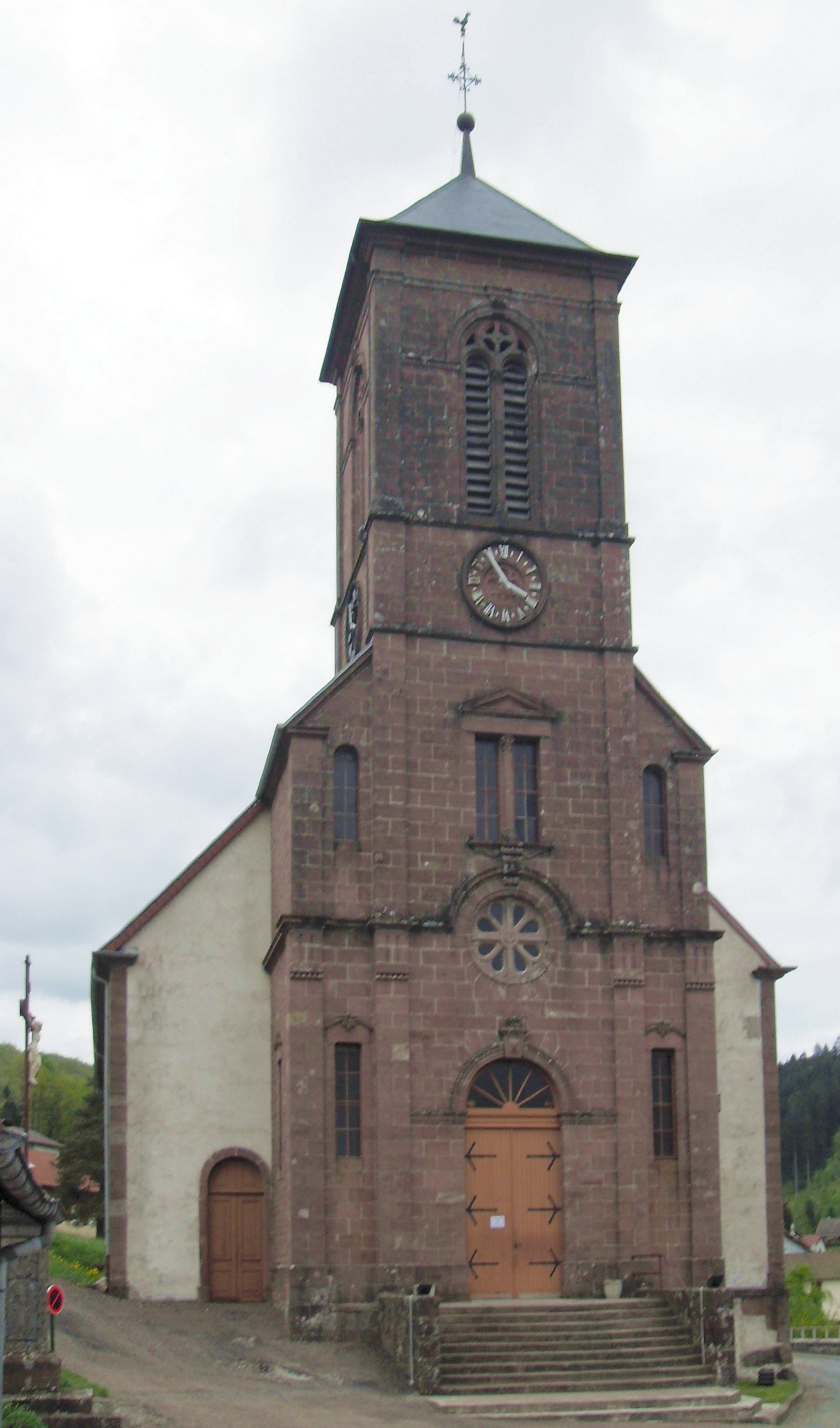
Kirche Mariä Himmelfahrt in Haut-du-Them

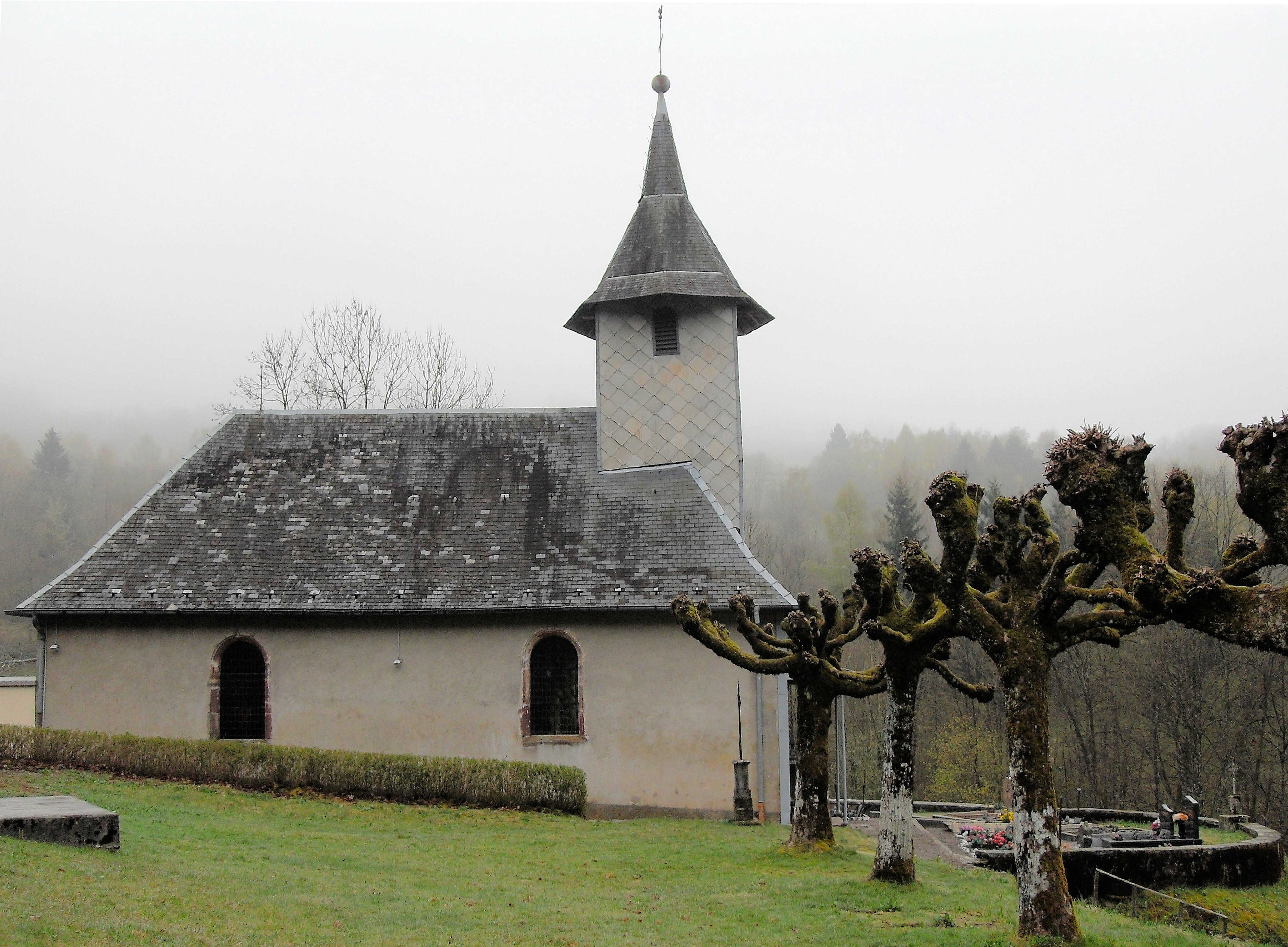
Kirche Mariä Himmelfahrt in Château-Lambert

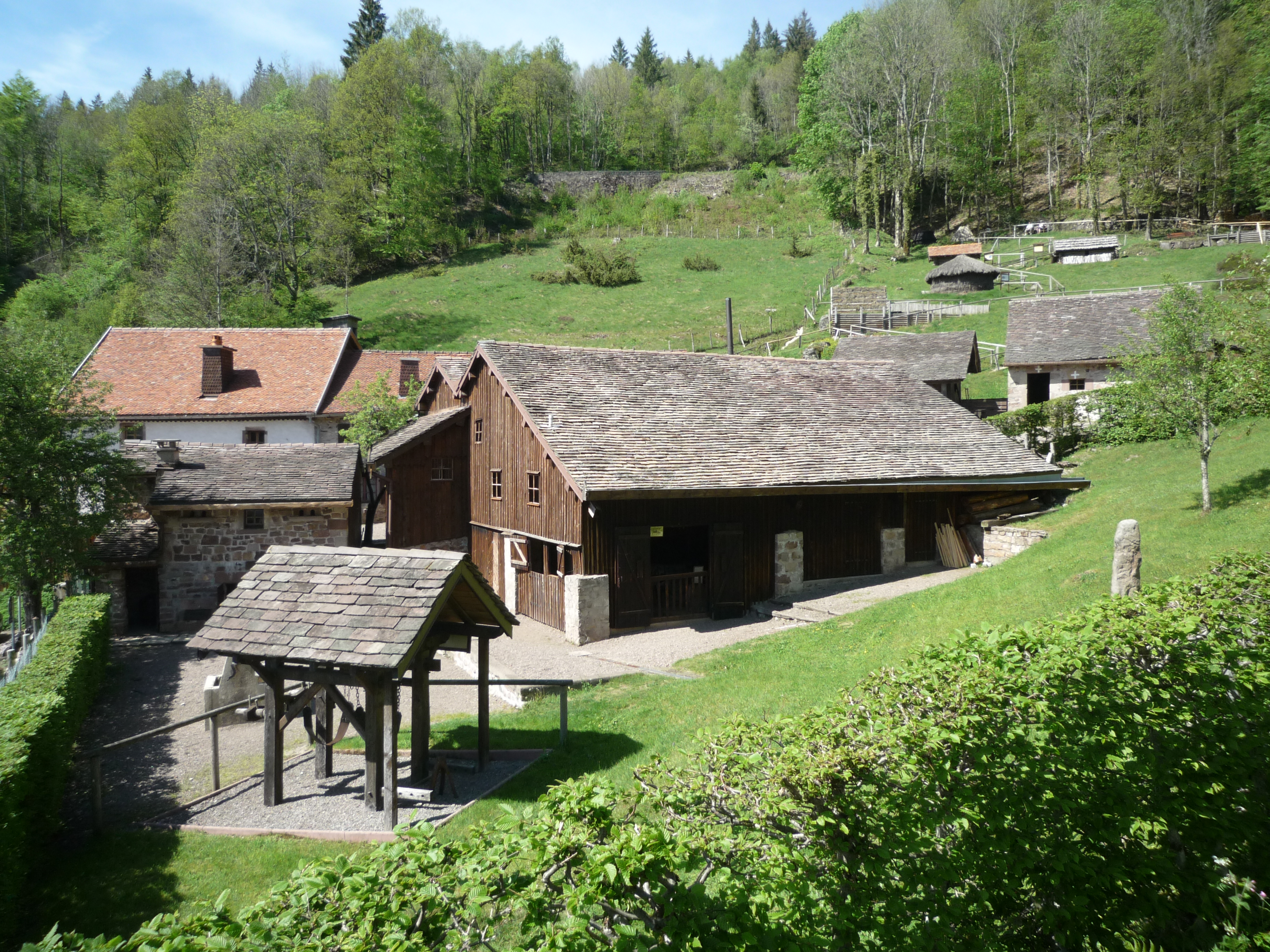
Musée départemental de la Montagne

Die Dorfkirche von Haut-du-Them wurde 1848 eingeweiht. Sie beherbergt Mobiliar und Täfelungen im Stil des Barock und einen Hauptaltar aus Granit. In Château-Lambert befindet sich die kleine einschiffige Kirche Notre-Dame de l’Assomption, die 1616 geweiht wurde. Zur wertvollen Innenausstattung zählen die Kanzel (17. Jahrhundert), Mobiliar aus dem 18. Jahrhundert, zahlreiche Gemälde und Statuen sowie der reich skulptierte Altar (17. Jahrhundert).
Die ehemaligen Bergwerke von Château-Lambert sind seit 1990 als Monument historique eingeschrieben. Seit dem 16. Jahrhundert wurden hier Blei, Kupfer, Silber, später Molybdän bis in die 1940er Jahre abgebaut.
Westlich der Passhöhe des Col des Croix steht das Fort de Château-Lambert auf einer Waldhöhe. Sehenswert ist das Freilichtmuseum Musée départemental de la Montagne in Château-Lambert. Es zeigt das traditionelle Leben der Bauern und Bergleute.

## Wirtschaft und Infrastruktur
Das wirtschaftliche Leben von Haut-du-Them-Château-Lambert war schon früh durch die Schmiede und die Sägereien geprägt. Heute gibt es einige Betriebe des lokalen Kleingewerbes, vor allem in den Branchen Holzverarbeitung und Feinmechanik. Daneben sind die Wald- und Forstwirtschaft sowie der Tourismus von Bedeutung. Viele Erwerbstätige sind auch Wegpendler, die in den größeren Ortschaften der Umgebung ihrer Arbeit nachgehen.
Die Ortschaft liegt abseits der größeren Durchgangsachsen an einer Departementsstraße, die von Lure via Mélisey nach Le Thillot führt. Eine weitere Straßenverbindung besteht mit Corravillers.